# Mest
Mest är ett amerikanskt poppunk-band från Blue Island, Illinois.
Bandet startades av kusinerna Tony och Matt Lovato år 1994. 1998 släppte de på egen hand albumet Mo' Money Mo' 40z. Samma år lämnade Tonys bror, Steve Lovato, bandet och Jeremiah Rangel tog hans plats. År 2000 kom deras andra album, Wasting Time, den här gången på skivbolaget, Maverick Records. Nästa album, Destination Unknown, kom den 13 november 2001. År 2003 släppte de det självbetitlade fjärde albumet, som var deras tredje på skivbolaget Maverick. Den 18 oktober 2005 släpptes skivan Photographs i USA. 2006 splittrades bandet. Bandet återförenades dock 2008 med delvis ny besättning. Ett album (Not What You Expected) släpptes 2013.

## Medlemmar
Nuvarande medlemmar
- Tony Lovato – sång, gitarr (1995–2006, 2008–)
- Matt Lovato – basgitarr (1995–2006, 2015–)
- Nick Gigler – trummor (1995–2006, 2015–)
- Jeremiah Rangel – sologitarr, bakgrundssång (1998–2006, 2015–)

Tidigare
- Steve Lovato – sologitarr (1995–1998), basgitarr (2008-2012)
- Chris Wilson – trummor (2008)
- Richie Gonzales – trummor (2010–2015)
- Mike Longworth – sologitarr, basgitarr (studio) (2010–2015)
- Brandon Stewart – basgitarr (2013–2015)

## Diskografi
Studioalbum
- Mo' Money, Mo' 40'z (1998)
- Wasting Time (2000)
- Destination Unknown (2001)
- Mest (2003)
- Photographs (2005)
- Not What You Expected (2013)

Singlar
- What's the Dillio? (2000)
- Cadillac (2001)
- Jaded (These Years) (2003)